# Samskara

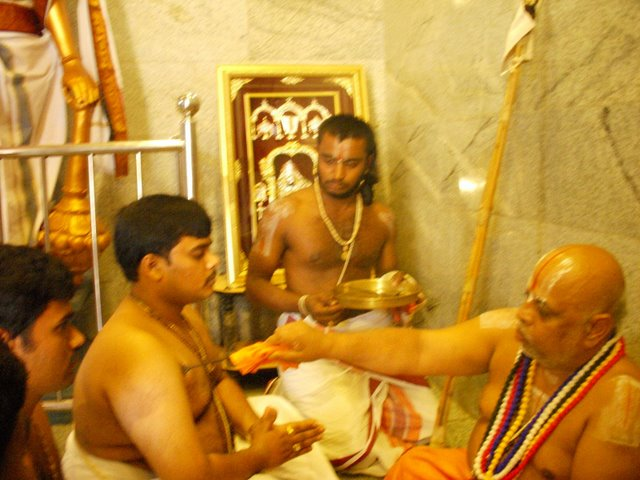
Un gurú de la Sri sampradaia (una de las sectas dentro del visnuismo) marca a un discípulo con un sudarshaná chakrá (arma del dios Visnú) al rojo vivo como parte de los pañcha-samskaras (‘cinco sacramentos’).

En el marco del hinduismo, el yainismo y algunas escuelas budistas, se denominan samskaras a los ritos de paso para marcar los momentos significativos de la vida de un individuo religioso.
En el hinduismo, los samskaras son ‘impresiones’ (por ejemplo, actos repetidos) que se graban en la mente, y en su conjunto generan la personalidad de un ser humano. Ellos a su vez dan forma al karma del individuo al presentarse como patrones de pensamiento subyacentes que forman  impresiones kármicas que influyen en los vrittis (las tendencias mentales que pueden ser positivas o negativas). Ello se produce ya que los vrittis y los samskaras están interrelacionados: los vrittis surgen a partir de los samskaras y a su vez, los samskaras se renuevan y fortalecen a medida que los vrittis continúan. Así, por ejemplo, si los samskaras son negativos, pueden manifestarse en los vrittis como pensamientos y emociones negativas.

## Nombre sánscrito
- saṃskāra, en el sistema AITS (alfabeto internacional para la transliteración del sánscrito).[1]
- संस्कार, en escritura devanagari del sánscrito.[1]
- Pronunciación:
  - /samskára/ en sánscrito[1]
  - /sanskár/ en varios idiomas modernos de la India (como el bengalí, el hindí, el maratí o el palí).
- Etimología: hacer perfecto, formar bien, poner junto.[1]
  - sam o samiak: ‘completamente’
  - kara: ‘hacer’.

En la actualidad, sanskar significa ‘herencia cultural’.[cita requerida]

## Samskaras como sacramentos[2]
Los samskāra son una serie de sacramentos, sacrificios y rituales que constituyen ritos de paso y marcan las diversas etapas de la vida del hombre y significan la entrada en un ásram (etapa de la vida religiosa de un hinduista) en particular. La mayoría de la población india (los esclavos, miembros de la cuarta y última casta, los shudrá) tenían prohibidos estos ritos, que eran exclusivos para los duishá (‘nacido dos veces’, miembro de las tres castas superiores). Debían realizar una serie de sacrificios con ofrendas a los dioses, ancestros y guardianes según establecen los preceptos védicos para una vida virtuosa (dharma). Todos estos rituales eran básicamente de purificación, para eliminar el pecado (pāpa) y proveer buenas cualidades (gunas).
La mayoría de los rituales hinduistas consisten de joma, que son sacrificios de fuego de diseños elaborados e intrínsecos y metodologías complejas, acompañados por el recitado de los Vedas por sacerdotes brahmanes en honor de un dios en particular, ofrendas de fuego con diversos ingredientes, regalos que se donan a caridad, presencia de ancianos para bendiciones, en tierras santificadas, hierbas sagradas y presagios de buenos augurios. Cada hito importante de la vida de un duishá debía ser celebrado mediante un samskara particular.
Los rituales samskaras informan a la familia y la comunidad de los cambios en las vidas de sus miembros y asegurar las bendiciones de los dioses. Los numerosos samskaras se describen en los Grijia-shastra.
La mayoría se acompañan con mantras específicos del Rig-veda (el texto más antiguo de la India, de mediados del II milenio a. C.).

### Los 16 samskaras
La mayoría de los brahmanes practicaban rituales complejos relacionados con los eventos principales de sus vidas, tales como embarazo, nacimiento, educación, matrimonio y muerte. Aunque la cantidad de los samskaras principales fluctúa entre 12 y 18 en los Grijia-sutra, posteriormente se consolidaron 16, generalmente denominados "shodasha samskaras" (‘dieciséis sacramentos’).

Hay varios tipos de sacramentos a lo largo de la vida de un hinduista:
- Samskaras del nacimiento
- Samskaras de la infancia
- Samskaras de la edad adulta
- Samskaras de la vida posterior

#### Samskaras de nacimiento
En el rito de la concepción de las bendiciones del niño recién nacido.
- Garbha-dhana (‘donación en el útero’): rito previo a la concepción/nacimiento, donde se consagra la relación sexual con la intención de que nazca un alma avanzada (un varón).
- Pumsa-vana (‘generación de un varón’): se lleva a cabo durante el tercer mes de embarazo.
- Simanto-naiana (‘partición del cabello’): entre el cuarto y el séptimo mes; el esposo peina el cabello de su esposa y le expresa que no la abandonará.
- Yata-karma (‘rito de nacimiento’): el padre da la bienvenida y bendice al niño recién nacido y lo alimenta con un poco de mantequilla y miel.

#### Samskaras de la infancia
- Nama-karana (‘causa del nombre’): entre 11 y 41 días después del nacimiento. El nombre ―de preferencia el nombre de un dios o una diosa― se elige de acuerdo con la carta astrológica del bebé. Equivale al bautismo cristiano, en que el bebé es introducido compulsivamente en su religión (sin ser consultado).
- Chuda-karana (‘causa de corte de pelo’): entre el día 31 y el cuarto año se afeita la cabeza del niño o la niña.
- Anna-prashana (‘alimentación con arroz’): a los seis meses de edad. La ceremonia de la primera toma de alimento sólido.
- Karna-vedha (‘perforación de la oreja’): en el primer, tercer o quinto año de edad. Se perforan las dos orejas tanto en niños como en niñas, y se insertan aretes de oro.
- Vidia-rambha (‘inicio de educación’): el varón escribe ceremoniosamente su primera letra del alfabeto escrito en una bandeja de arroz crudo.
- Upanaiana (‘iniciación espiritual’): el varón a 12 años de edad comienza la etapa de brahmacharia (estudiante célibe), el estudio memorístico de alguna escritura sagrada, con un gurú.
- Sama-vartana: finalización del estudio religioso formal.

#### Samskaras de la edad adulta
- Ritu-kala (‘tiempo de la estación del año’): primera menstruación. Se le regala ropa nueva y alguna joya.
- Kesha-anta (‘fin del cabello’): primer afeitado de la barba. Se le regala ropa nueva y alguna joya.
- Nischita-artha (‘solución de objetivo’) o vag-dana (‘ofrenda de palabra’), ceremonia de compromiso en el que un varón se compromete ante una mujer, intercambian anillos y otros regalos.
- Vivaja (‘matrimonio’): elaborada y alegre ceremonia ante un fuego homa realizado por un sacerdote.

#### Samskaras de la tercera edad
- Vanaprastha-ásrama (‘etapa de estar en el bosque’): el varón abandona la familia en manos de su hijo varón mayor. Esta etapa es muy rara, casi ningún hinduista la lleva a cabo.
- Sanniasa-ásrama (‘etapa de abandonar todo’): el varón se convierte en un predicador mendigo. Esta etapa es muy rara, casi ningún hinduista la lleva a cabo.
- Antiesti (‘rito funerario’): preparación del cuerpo, cremación, recolección de huesos, dispersión de cenizas, y purificación del hogar (que queda contaminado debido a la muerte).

## Samskaras en el yoga
En el marco del yoga, los samskaras no hacen referencia solo a los momentos significativos de la vida expresados a través de sacramentos, sino que define a las fuertes impresiones en la mente que son significativas en la vida, al generan las creencias, actitudes y personalidad de un ser humano.
Los samskaras se registran en el cuerpo sutil.
Estas impresiones generan la tendencia a repetir esos actos.
Según algún escritor esotérico,[cita requerida] la mente es como un lago. Cada acción es como una piedra que agita la superficie del lago con pulsaciones. Cuando estas desaparecen, quedan sin embargo los samskaras, las impresiones en el lago. Cuando un gran número de estas impresiones van quedando en la mente, se juntan y se vuelven significativos; y terminan así por generar un hábito. Todos los actos actuales son los efectos de pasados samskaras; de nuevo, todos estos actos repetidos (que se vuelven samskaras) serán las sutiles raíces de futuras acciones.
Así el carácter está formado por hábitos repetidos y solo una nueva repetición de hábitos puede reformarlo.[cita requerida]